# Riz doré
 (juin 2014).
Si vous disposez d'ouvrages ou d'articles de référence ou si vous connaissez des sites web de qualité traitant du thème abordé ici, merci de compléter l'article en donnant les références utiles à sa vérifiabilité et en les liant à la section « Notes et références ».

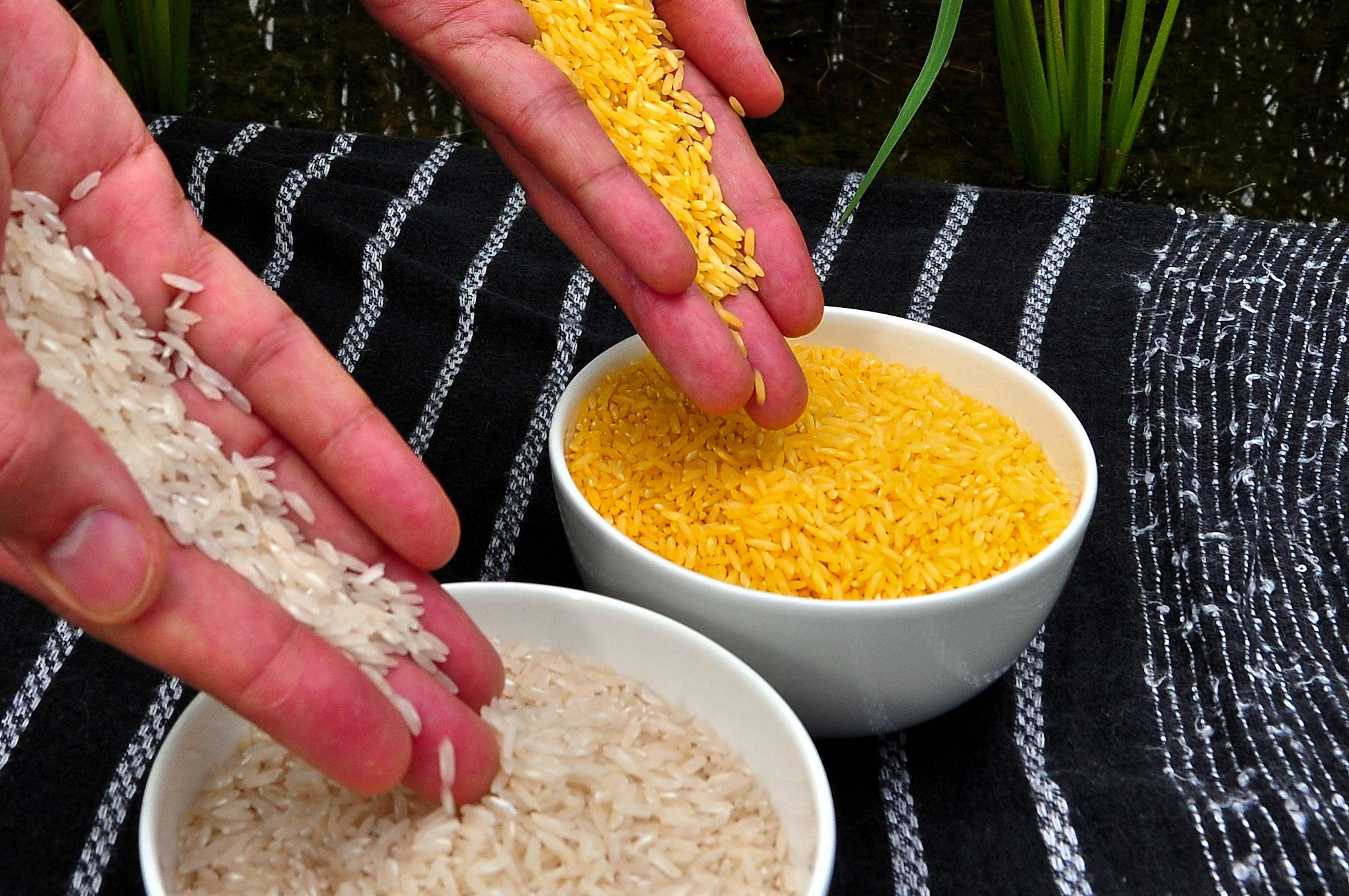
Riz doré (à droite)

Le « riz doré » est une variété de riz (Oryza sativa) génétiquement modifiée créé à l'École polytechnique fédérale de Zurich (Suisse) pour produire de la vitamine A.
Le riz a été choisi pour cette transgénèse car il est mondialement cultivé et constitue la première source de nourriture dans les régions souffrant de carences en vitamines A.
Comme OGM il est l'objet de controverses. Quatre gènes en sont modifiés.

## Création
- Si vous ne connaissez pas le sujet, laissez ce bandeau (vous pouvez alors contacter les auteurs).
- Si vous supprimez le contenu mis en cause (vous pouvez préalablement contacter les auteurs),

argumentez précisément cette suppression dans la page de discussion
(un manque de référence n'est pas un argument ; une recherche réelle de référence doit avoir été effectuée, être formellement documentée).

Un aperçu simplifié de la biosynthèse du caroténoïde dans le riz doré. Les enzymes présents dans l'endosperme du riz doré, ici en rouge, catalysent la biosynthèse du β-carotène extrait du géranylgéranyl-pyrophosphate. Le β-carotène est normalement converti en rétinien puis en rétinol (vitamine A) dans les intestins.

Le riz doré a été créé par Ingo Potrykus de l'Institute of Plant Sciences à l'École polytechnique fédérale de Zurich (Suisse), en collaboration avec Peter Beyer de l'université de Fribourg-en-Brisgau (Allemagne). Le projet a démarré en 1992 et, au moment du rapport, en 2000, le riz doré était considéré par une partie de la presse anglaise comme une découverte capitale en biotechnologie car les chercheurs ont élaboré une voie de biosynthèse entière.
Le riz doré était destiné à produire de la vitamine A issue du β-carotène dans la partie consommable du riz, l'albumen. La production de β-carotène (pigment caroténoïde) a lieu naturellement sur le plant de riz mais pas au niveau de l'albumen qui ne participe pas à la photosynthèse.
Le riz doré a été créé par transformation du riz avec trois gènes de biosynthèse de la β-carotène :
1. syp (phytoene synthase)
2. lyc (lycopène cyclase), les deux venant de la jonquille (Narcissus pseudonarcissus), et
3. crt1 de la bactérie de sol Erwinia uredovora

Les gènes syp, lyc and crt1 ont été insérés dans le génome du noyau, sous le contrôle d'un promoteur spécifique de l'albumen, de sorte qu'ils soient seulement exprimés dans l'albumen. L'exogène lyc a une séquence de peptide en transit lié de telle sorte que sa cible soit le plastide, où la formation de géranylgéranyl-pyrophosphate a lieu. L'utilisation du gène de la bactérie crt1 permet de catalyser de nombreuses étapes de la synthèse du caroténoïde, alors que toutes ces étapes nécessitent plusieurs enzymes au niveau de la plante[source insuffisante]. Le produit fini de la voie élaborée est la lycopène, mais, si le plant en accumule trop, le riz peut devenir rouge. De récentes analyses ont montré que l'enzyme endogène de la plante traite la lycopène au β-carotène dans l'albumen, donnant au riz la couleur jaune distincte qui lui a donné son nom,. À l'origine le riz doré était appelé SGR1 et, en serre chauffée, il produisait 1,6 µg/g de caroténoïde.
En 2005 une équipe de chercheurs de la compagnie de biotechnologie Syngenta a réalisé une nouvelle variété appelée riz doré 2 en combinant le gène de la phytoène synthase du maïs avec crt1 venant du riz doré original. Le Riz doré 2 produit 23 fois plus de caroténoïde que le Riz doré (jusqu'à 37 µg/g), et accumule davantage de β-carotène (jusqu'à 31 µg/g des 37 µg/g de caroténoïde). Il aurait été estimé que consommer 144 g de ce riz serait suffisant pour couvrir les apports journaliers recommandés (AJR).[réf. nécessaire]
En 2004, sous la conduite de l'université d'État de Louisiane AgCenter en 2004, des parcelles d'essais ont été plantées en riz doré avec des cultures de riz locaux aux Philippines, à Taïwan et avec le riz américain Cocodrie. Les tests alimentaires effectués sur la production de ces parcelles ont permis d'affiner la valeur nutritionnelle de ce riz et, notamment, ont démontré que les cultures de plein champ produisaient trois à quatre fois plus de β-carotène que celles réalisées en serre[source insuffisante],.

## Riz doré et carence en vitamine A
- Si vous ne connaissez pas le sujet, laissez ce bandeau (vous pouvez alors contacter les auteurs).
- Si vous supprimez le contenu mis en cause (vous pouvez préalablement contacter les auteurs),

argumentez précisément cette suppression dans la page de discussion
(un manque de référence n'est pas un argument ; une recherche réelle de référence doit avoir été effectuée, être formellement documentée).

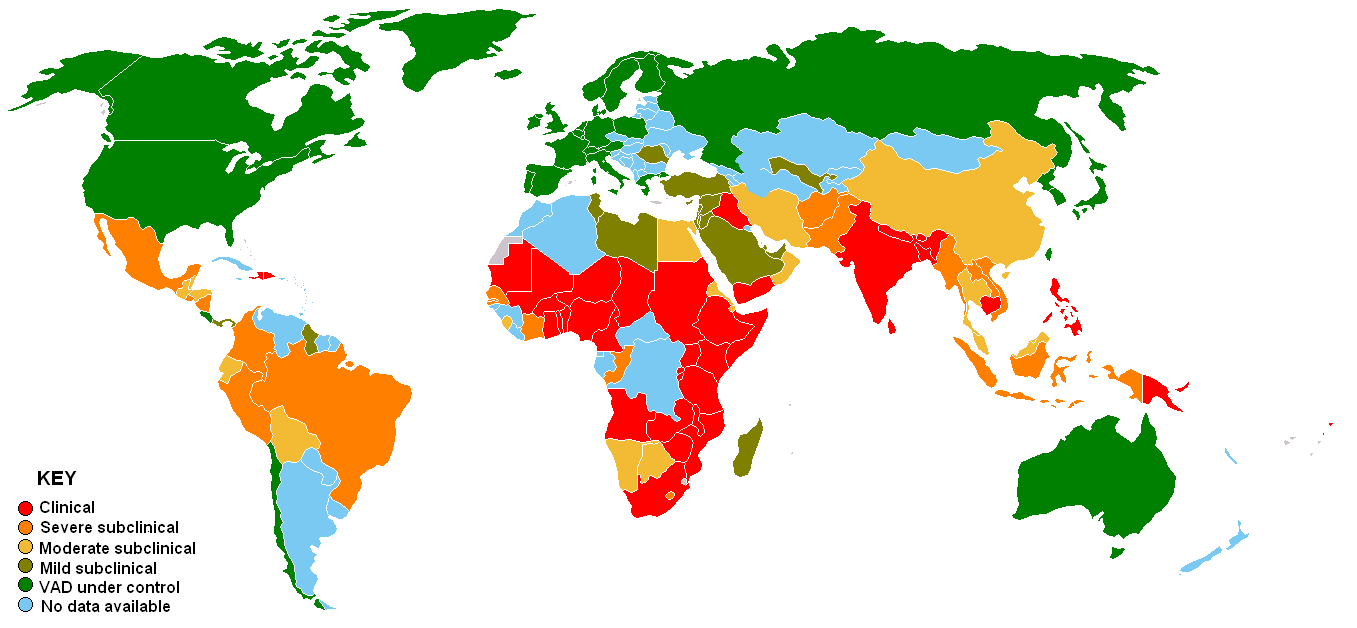
Prédominance de carence en vitamine A.

Le riz a été choisi comme source de vitamine A car il est largement cultivé et constitue la première source de nourriture dans les régions souffrant de carences en vitamines A. Il a aussi l'avantage, en tant que céréale, de se conserver beaucoup mieux et longtemps que des légumes. Le riz est aussi beaucoup moins onéreux que des légumes et est donc abordable pour des populations pauvres qui sont les plus à même de souffrir de carences.
Puisque la majorité des enfants carencés en vitamine A vivent dans des pays ayant pour aliment principal le riz, la modification génétique de celui-ci pour qu'il produise de la provitamine A (β-carotène) est apparue comme une alternative simple et peu coûteuse, comparativement aux suppléments vitaminés ou à l'augmentation de la consommation de légumes verts ou de produits animaux. Les promoteurs du riz doré ont fait le parallèle entre cette méthode et ce qui a été réalisé avec l'eau fluorée ou le sel iodé pour d'autres types de carences.

## Propriété intellectuelle
Ingo Potrykus argumenta pour que le riz doré soit distribué gratuitement pour la subsistance des fermiers. Pour autoriser la libre distribution, cette demande fut relayée auprès des compagnies qui possédaient un droit de propriété intellectuelle sur une partie des résultats de la recherche de M. Beyer. Ce sont 32 entreprises ou universités différentes qui détenaient 70 brevets ou autres droits de propriété intellectuelle liés à la création du riz doré. Lors du financement du projet de recherche, l'équipe reçut des fonds du programme Carotène Plus de la commission européenne : en acceptant ces fonds, on lui demanda par contrat de céder les droits de ses découvertes à l'entreprise sponsorisant ce programme, Zeneca (aujourd'hui Syngenta). Pour que Syngenta puisse autoriser les partenaires du projet à distribuer gratuitement le riz doré à titre humanitaire, il fallait donc établir des licences libres.
Les licences libres ont été obtenues relativement rapidement, grâce à la critique positive reçue par le projet du riz doré, notamment dans un article du magazine américain TIME de juillet 2000 qui affirmait que ce riz pourrait sauver un million d'enfants par an. Concrètement, si un agriculteur ne génère pas plus de US$10 000 par an, il peut obtenir une licence libre humanitaire (en) auprès de Monsanto.

## Mise en pratique
Depuis début 2018, l'Australie et la Nouvelle-Zélande autorisent la commercialisation de nourriture contenant du riz doré.
En 2021, les Philippines deviennent le premier pays au monde à autoriser la culture du riz doré à des fins commerciales. Dans ce pays, 70 tonnes de riz doré ont été récoltées en 2022.

## Controverses
Greenpeace s'est opposé aux récoltes avec des arguments basés sur la quantité de vitamine A dans le riz doré. Les premières objections développées sont qu'il y a seulement 1,6 µg de β-carotène par gramme de riz, ce qui signifie qu'une personne devrait manger 1,5 à 2 kg de riz par jour pour satisfaire aux apports journaliers recommandés en provitamine A. Même après la mise au point de variétés à expression de β-carotène améliorée, Greenpeace a maintenu son opposition au nom de son refus de cultures d'organismes génétiquement modifiés (OGM) en plein champ conduisant à leur dissémination dans l'environnement et à leur introduction dans la chaîne alimentaire. Selon l'association, le riz doré est un cheval de Troie qui « ouvrira la porte » à une extension de l'utilisation des OGM,.
Vandana Shiva, philosophe indienne, luttant contre les OGM, argumente que le problème n'est pas des déficiences particulières dans les récoltes elles-mêmes, mais plutôt la pauvreté et le risque de perte de la biodiversité dans les cultures. Ces risques pourraient s'aggraver avec la prise de contrôle de l'industrie agroalimentaire sur l'agriculture qui produit et promeut une nourriture génétiquement modifiée. Shiva expose qu'en se concentrant sur un point sensible (carence en vitamine A), les propriétés du riz doré obscurcissent le grand problème du manque de nourriture en disponibilité et en diversité suffisantes, et de source nutritionnelle adéquate.
D'autres groupes[Lesquels ?] agissant de manière similaire ont expliqué qu'un régime varié contenant de la nourriture riche en vitamine A, comme des patates douces, légumes verts et des fruits donneraient aux enfants suffisamment de vitamine A[source insuffisante]. Cela dit, Alexander J. Stein affirme au contraire qu'un régime varié est au-delà des moyens de beaucoup de personnes pauvres.
La couche à aleurone qui enveloppe l'endosperme du riz est enlevée par un procédé appelé mouture et décorticage dans la plupart des pays, pour améliorer la durée de conservation du riz. Dans le riz rouge, la couche d'aleurone contient plus de vitamine B, de fer, de manganèse, de sélénium, de zinc et de phosphore que le riz décortiqué. Si le riz n'était pas moulu, ce substitut ne serait pas nécessaire. Cependant les données de l'USDA montrent que le riz rouge ne contient pas plus de β-carotène que du riz moulu,. Des scientifiques de l'Institut international de recherche sur le riz étudient le plasma germinatif et essaient de multiplier les approches conventionnelles pour multiplier les variétés avec du β-carotène amélioré dans la couche à aleurone.

Selon Marc Dufumier, parlant de la vitamine A du riz doré : 

« Il s'avère que la plante utilise ses propres hydrates de carbone pour la produire. Conséquence, elle a un moindre rendement. Mieux vaut ajouter des tomates ou des carottes dans son assiette pour avoir de la vitamine. »

### L'appel de 107 lauréats d'un prix Nobel
Le 30 juin 2016, 107 lauréats d'un prix Nobel, dont une quarantaine de Nobel de médecine, ont demandé aux gouvernements du monde entier de désavouer la campagne de Greenpeace contre les OGM et plus particulièrement contre le riz doré, dans une lettre ouverte. Ils appellent les gouvernements du monde entier « à désavouer la campagne de Greenpeace » et faire « tout ce qui est en leur pouvoir » pour « accélérer l'accès des agriculteurs à tous les outils de la biologie moderne », dans leur lettre, également adressée à l'ONU. Cependant, il faut préciser que la campagne fut en partie organisée par des personnes liées aux sociétés promouvant les biotechnologies, comme Jay Byrne, ancien directeur de la communication de Monsanto,.
D'après l'anthropologue Glenn Stone « il s'agit d'une manipulation de l'opinion publique par l'utilisation de scientifiques qui ne sont pas informés des faits sur le sujet ».
Suzanne Dalle, de Greenpeace répond à l'appel des Nobel en prétendant qu'il faudrait manger d'énormes quantités de riz doré pour atteindre les besoins journaliers en vitamine A. Des études notent cependant qu'un bol de riz doré suffit à fournir 60% de la dose journalière de vitamine A d'un enfant.